# Mette Kierkgaard
Mette Kierkgaard (ur. 5 marca 1972 w Ribe) – duńska polityk, konsultantka i urzędniczka, deputowana, od 2022 minister.

## Życiorys
Kształciła się w Hull College, w 1999 ukończyła nauki społeczne na Uniwersytecie w Aalborgu. Doktoryzowała się na tej uczelni z socjologii polityki w 2002. W 2022 uzyskała magisterium z zarządzania publicznego na Uniwersytecie Południowej Danii i Uniwersytecie w Aarhus. Pracowała na macierzystej uczelni w Aalborgu, następnie w przedsiębiorstwach konsultingowych. Była też zatrudniona na stanowiskach urzędniczych w Socialstyrelsen (krajowej radzie ds. społecznych), Landbrugsstyrelsen (duńskiej agencji rolniczej) i administracji gminy Esbjerg.
Zaangażowała się w działalność polityczną w ramach centrowej partii Moderaterne. W 2022 uzyskała mandat posłanki do Folketingetu. W grudniu 2022 objęła urząd ministra ds. osób starszych w koalicyjnym rządzie Mette Frederiksen.